# Ambositracris ornata
Ambositracris ornata är en insektsart som beskrevs av Vitaly Michailovitsh Dirsh 1963. Ambositracris ornata ingår i släktet Ambositracris och familjen Pyrgomorphidae. Inga underarter finns listade i Catalogue of Life.